# 李明 (飞机设计师)
李明（1936年11月—），湖北省黄陂县（今武汉市黄陂区）人，中国工程院院士（1995年当选）、研究员。现任中国航空工业集团沈阳飞机设计研究所首席专家等。

## 生平
1936年11月出生在湖北省黄陂县。1951年初中毕业后参加中国人民解放军，空军航空专科学校学习。毕业后在部队从事飞机维修工作。1958年中国人民解放军军事工程学院空军工程系学习。毕业后在沈阳飞机设计研究所工作。先后任设计员、专业组长、研究室主任、副总设计师、副所长、沈阳飞机制造公司副总经理、总设计师等职。北京航空航天大学、西北工业大学和中国航空研究院博士生导师，第四届国务院学位委员会委员。
1995年，当选为中国工程院院士。